# Kapisillit
Kapisillit (en danés: Lakskaj) es un asentamiento en la municipalidad de Sermersooq, al sudoeste de Groenlandia. Se encuentra a unos 75 km de Nuuk, aproximadamente en 64°24′0″N 50°16′00″O / 64.40000, -50.26667. Sus 88 habitantes viven esencialmente de la caza, la pesca y el turismo. Este asentamiento cuenta con su propia escuela, iglesia, y supermercado.
Kapisillit significa salmón en groenlandés. Este nombre hace referencia al hecho de que esta especie solamente se puede encontrar en un río cerca del asentamiento en toda Groenlandia. A tres km al noroeste del asentamiento se encuentra la granja de ovejas Neriunaq, y a nueve km al suroeste, la granja de ovejas Itinnera.